# Impeachment (États-Unis)
Pour les autres articles nationaux ou selon les autres juridictions, voir Impeachment.

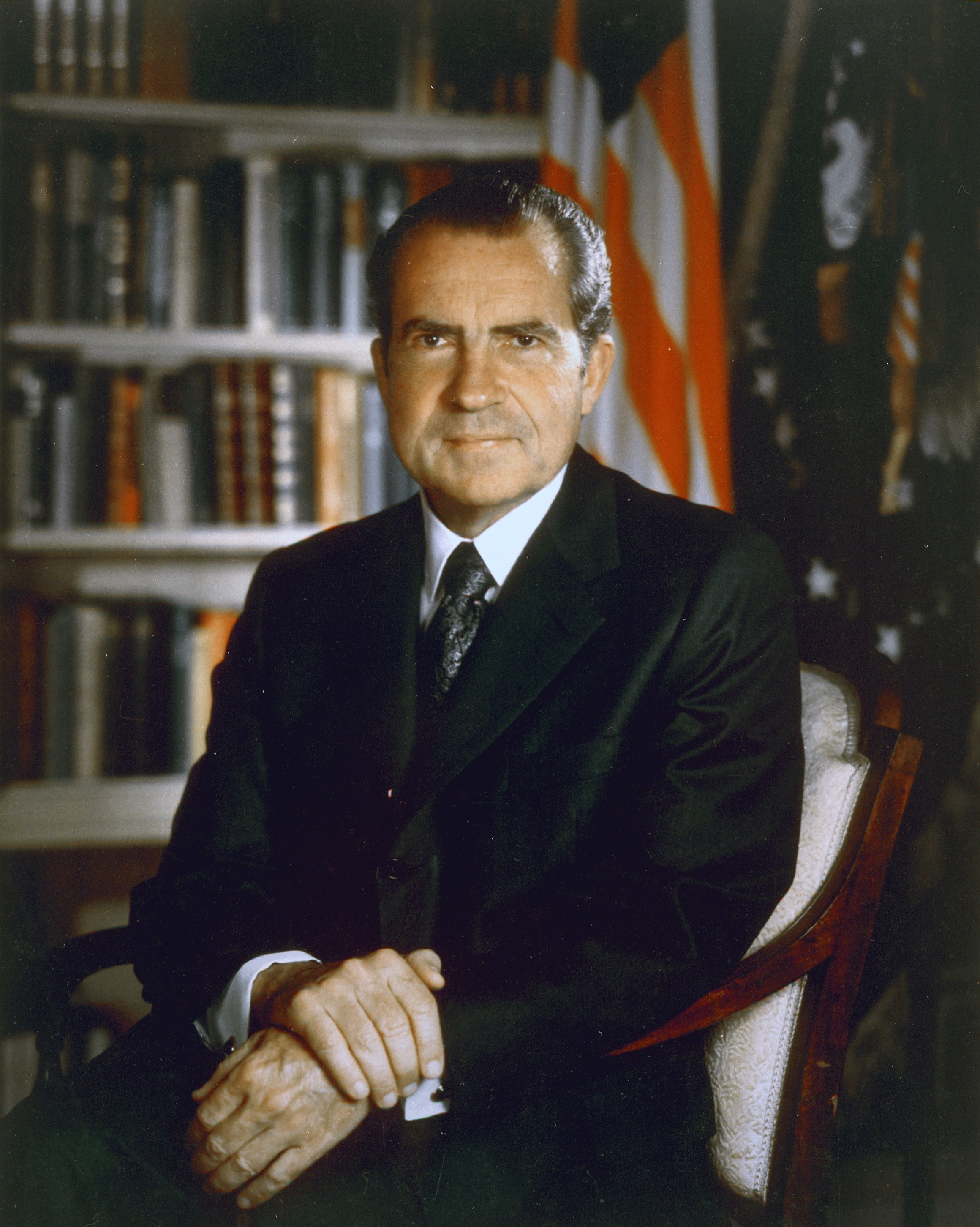
En 1974, le président américain Richard Nixon démissionne avant que l'impeachment le visant n'aille à son terme, à la suite du scandale du Watergate.

Le terme anglais « impeachment » (/ɪmˈpiːt͡ʃmənt/ ), qui signifie « mise en accusation » ou « procédure de destitution », est une procédure du droit permettant au pouvoir législatif de destituer un haut fonctionnaire. Utilisée en de rares occasions au Royaume-Uni, cette procédure est surtout connue par son utilisation aux États-Unis depuis la fin des années 1990, contre Bill Clinton (en 1998) et Donald Trump (en 2019 et 2021).
L'accusé peut être tout haut fonctionnaire du gouvernement fédéral, ce qui aux États-Unis inclut notamment le président, le vice-président, les membres du cabinet (secrétaires) et les juges fédéraux. Le prononcé de l'impeachment a pour but de permettre d'engager une destitution à l'encontre des hauts fonctionnaires.
La procédure américaine compte trois étapes :
1. l'enquête, menée en général par le comité judiciaire de la Chambre des représentants ;
2. l'impeachment, qui doit être voté par la Chambre des représentants des États-Unis à la majorité simple (comme une loi) ;
3. le procès (impeachment trial), qui se tient devant le Sénat des États-Unis, présidé par le vice-président, le président pro tempore du Sénat ou par le juge en chef des États-Unis si le président est jugé ; la décision de culpabilité ne peut être acquise qu'à la majorité des deux tiers présente.

## Terminologie
L’Office québécois de la langue française et Radio-Canada utilisent le terme « procédure de destitution » pour désigner l’impeachment,. Ce terme est aussi populaire en Europe pour désigner la procédure aux États-Unis,.

## Modalités
L'article II de la Constitution des États-Unis, traitant du Président, dispose dans sa section 4 : « Le président, le vice-président et tous les fonctionnaires civils des États-Unis seront destitués de leurs charges sur mise en accusation et condamnation pour trahison, corruption ou autres crimes et délits majeurs. » La procédure est explicitée dans Le Fédéraliste no 66.
L’impeachment stricto sensu, c'est-à-dire la mise en accusation, est voté par la Chambre des représentants. On peut l'assimiler à la procédure d'inculpation par un grand jury, qui en droit commun, se prononce sur l'existence d'accusations sérieuses justifiant un procès, et non pas sur la culpabilité. La Constitution ne prescrit pas le détail de la procédure devant la Chambre des représentants. La mise en accusation y est votée comme une loi ordinaire, à la majorité simple. Elle n'a pas d'autre conséquence que d'ouvrir le procès devant le Sénat.
L'accusé peut être un haut fonctionnaire du gouvernement, ce qui inclut notamment le président et le vice-président, les membres du cabinet, et les juges fédéraux. L'accusé conserve ses fonctions.
Le procès proprement dit, qui doit se prononcer sur la culpabilité de l'accusé, se tient devant le Sénat des États-Unis. La constitution est alors plus précise : les sénateurs doivent prêter serment avant de siéger, et la décision de culpabilité ne peut être acquise qu'à la majorité des deux tiers (soit soixante-sept des cent sénateurs). Devant le Sénat se déroule un procès contradictoire proche de la procédure pénale ordinaire, l'accusé est représenté par un ou plusieurs avocats, et toutes les garanties constitutionnelles des droits de la défense s'appliquent, à l'exception du prononcé de la culpabilité à l'unanimité d'un jury de douze personnes, remplacé par le vote des deux tiers des sénateurs. Cette marge permet d'éviter les procès sur des bases partisanes. Lorsque c'est le président des États-Unis qui est jugé, le juge en chef préside les débats. Autrement, le Sénat est présidé par le vice-président des États-Unis, en tant que président du Sénat, ou en son absence par le président pro tempore du Sénat, élu parmi les sénateurs. L'exception pour un procès présidentiel s'explique par le fait qu'à la fondation du pays, la présidence et la vice-présidence étaient quelquefois de partis dissociés et les pères fondateurs voulaient éviter qu'un vice-président n'utilise l'impeachment juste pour accéder à la fonction. Les juristes sont divisés sur le cas d'un procès concernant le vice-président, car pouvant aboutir à un conflit d'intérêt. Le président du procès a un rôle plutôt protocolaire car ce sont les sénateurs eux-mêmes qui décident de la tenue de l'audience et de la procédure.
Toutes les infractions, sauf les plus mineures, peuvent déboucher sur cette procédure, puisque la constitution, à l'article II, celui qui traite du président, précise qu'il sera destitué s'il est accusé et reconnu coupable de :
- trahison : la constitution en donne une définition précise ;
- corruption, ce qui équivaut à un pot-de-vin  ;
- autres crimes et délits majeurs (high Crimes and Misdemeanor) : cette formulation de la Constitution permet une marge d'interprétation.

Sur les 22 impeachments votés par la Chambre des représentants dans l'histoire du pays, seuls trois le sont pour corruption : William W. Belknap (1876), Robert W. Archbald (en) (1912) et Alcee Hastings (1989). Tous les autres ont divers chefs d'accusations qui relèvent des crimes et délits majeurs : non-application de la loi, incitation à l'insurrection, obstruction à la justice, parjure, abus de pouvoir ou alcoolisme…
Le Sénat, s'il vote la culpabilité, peut seulement destituer l'accusé et lui interdire d'occuper tout poste officiel à l'avenir. Ensuite, l'accusé est passible de poursuites pour les mêmes faits devant les tribunaux civils ordinaires, avec la procédure normale et sujet aux peines normalement prévues par la loi.
Le président des États-Unis a constitutionnellement un droit de grâce (power to pardon) très étendu, qui s'apparente davantage à une amnistie. Ce droit ne s'applique pas aux cas d’impeachment.
L’impeachment est destiné à mettre en cause la responsabilité pénale individuelle du titulaire d'un siège gouvernemental, et non une responsabilité politique. Il n'est pas assimilable à une motion de censure, incompatible avec le régime présidentiel et la conception américaine de la séparation des pouvoirs. Le Congrès est cependant amené à apprécier l'opportunité politique des poursuites et de la condamnation, et c'est souvent lui qui décide tant de l'ouverture de la procédure que du verdict. Il est admis que les parlementaires n'ont pas l'obligation, même morale, de mettre en accusation ni de condamner celui qu'ils estimeraient coupable, cela d'autant moins que la personne sera de toute façon passible de poursuite à l'issue de son mandat. A contrario, bien qu'aucune autorité n'ait le pouvoir de s'opposer à la procédure d’impeachment, les parlementaires ne se sont cependant jamais discrédités en menant la procédure sans qu'il y ait une probabilité raisonnable que des faits légalement répréhensibles aient été commis.

## Historique

### Synthèse
Historiquement, la Chambre des représentants des États-Unis n'a voté la mise en accusation que dix-sept fois, sur un peu plus de soixante procédures lancées ; seules quatre procédures ont concerné des présidents. Le Sénat n'a voté la culpabilité que sept fois, toujours contre des juges fédéraux, la première fois en 1803. Quatre fois, la Chambre des représentants a voté la mise en accusation du président des États-Unis contre Andrew Johnson, Bill Clinton et Donald Trump (deux fois). Dans ces quatre cas, les présidents ont été acquittés par le Sénat, où leur majorité les a soutenus. La chambre avait commencé les travaux visant à mettre en accusation Richard Nixon, mais la procédure a été abandonnée après sa démission, la seule pour un président des États-Unis.
| no  | Date             | Accusé         | Accusations                               | Résultat              |
| --- | ---------------- | -------------- | ----------------------------------------- | --------------------- |
| 1er | 24 février 1868  | Andrew Johnson | Violation du Tenure of Office Act         | Acquitté par le Sénat |
| 2e  | 19 décembre 1998 | Bill Clinton   | Parjure et obstruction à la justice       | Acquitté par le Sénat |
| 3e  | 18 décembre 2019 | Donald Trump   | Abus de pouvoir et obstruction au Congrès | Acquitté par le Sénat |
| 4e  | 13 janvier 2021  | Donald Trump   | Incitation à l'insurrection               | Acquitté par le Sénat |

### Andrew Johnson

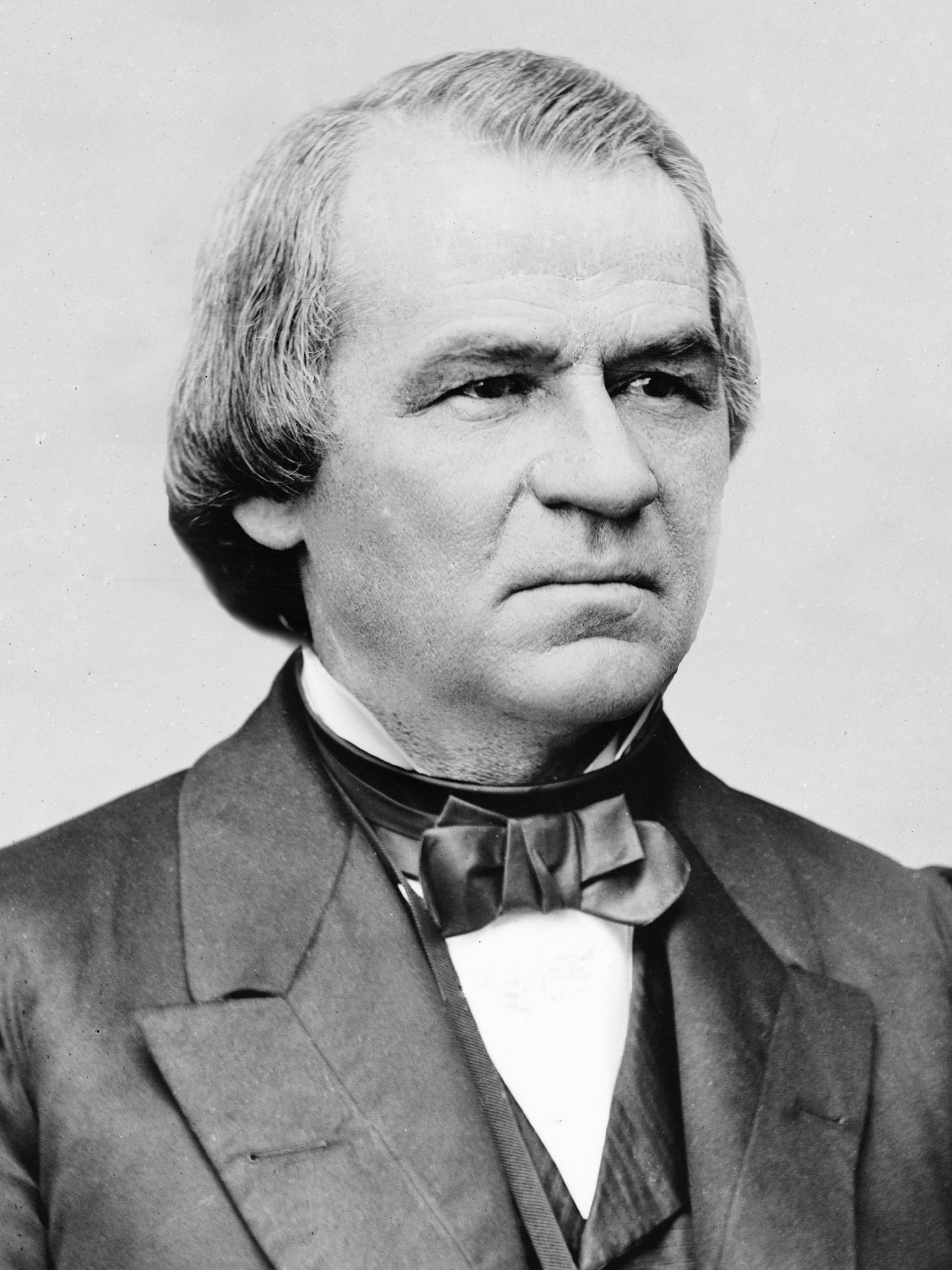
La première procédure d'impeachment est engagée contre Andrew Johnson, en 1868. Elle échoue à une voix près.

La première procédure d'impeachment fut engagée contre le président Andrew Johnson en 1868.
Johnson, un démocrate du Tennessee qui avait opté pour l'Union lors de la sécession, a été élu comme vice-président au côté d'Abraham Lincoln pour son second mandat. Devenu président après l'assassinat de Lincoln, il est en conflit permanent avec la frange radicale du Parti républicain qui domine le Congrès. Les républicains veulent mettre en œuvre un programme ambitieux en faveur des anciens esclaves, et punir autant que possible les États confédérés vaincus. Le président souhaite l'apaisement, qui passe par la modération du programme des droits civiques, et la réintégration des États du Sud dans la vie politique. Le congrès vote le Tenure of Office Act (« loi sur le maintien en fonction ») qui enlève au président son pouvoir traditionnel de révoquer librement les titulaires des plus hautes fonctions de l'exécutif, notamment ministres et généraux. La procédure est lancée lorsque Johnson passe outre. La mise en accusation est votée à une large majorité par la Chambre des représentants. Une seule voix a manqué au Sénat pour voter la destitution d'Andrew Johnson. Il ne fut donc pas poursuivi,. Le Tenure of Office Act fut déclaré inconstitutionnel en 1926 par la Cour suprême des États-Unis, dans son arrêt Myers v. United States (en) (« Myers contre États-Unis »).

### Richard Nixon

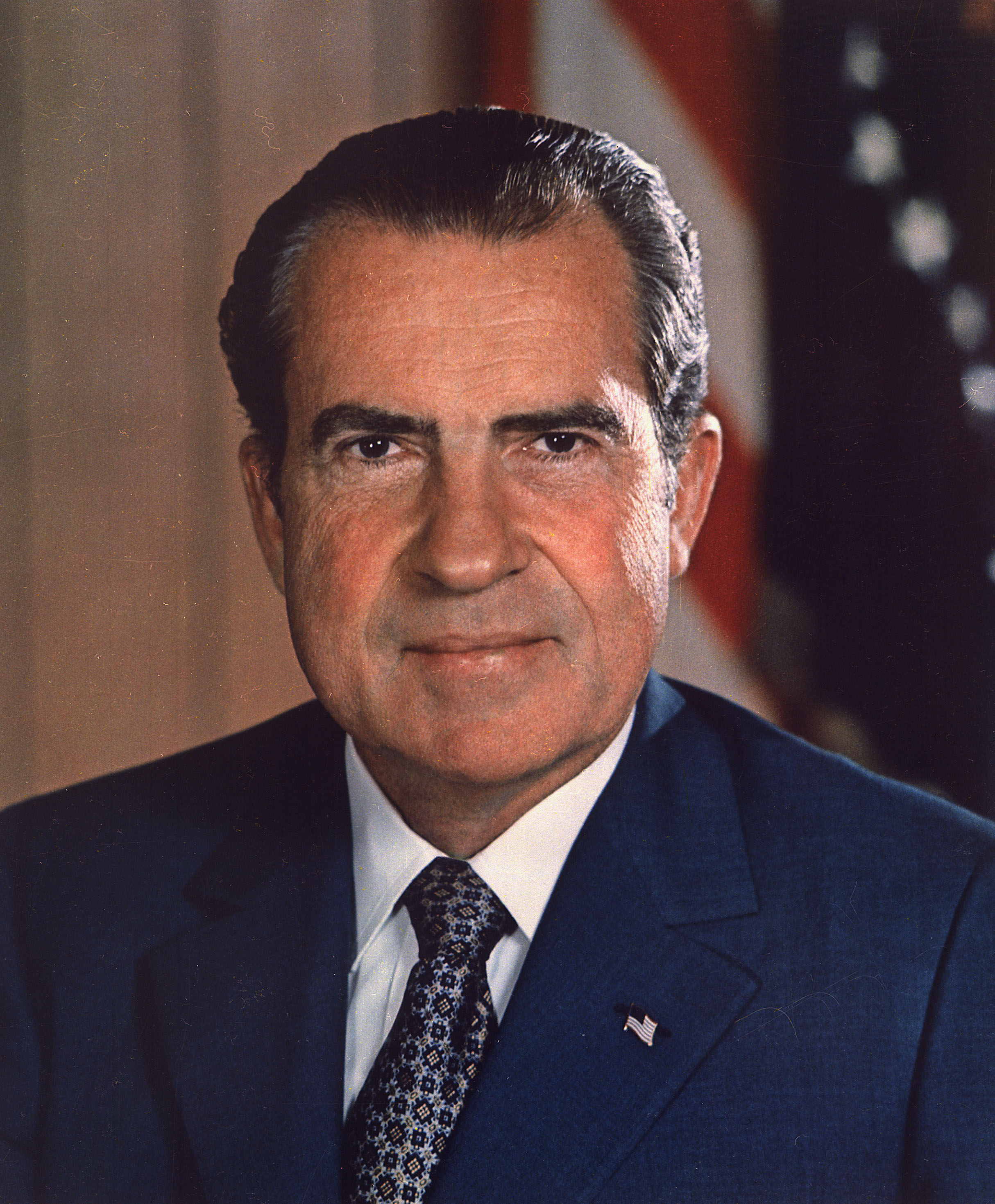
La deuxième procédure d'impeachment est engagée contre Richard Nixon, en 1974 et le contraint à la démission.

La deuxième procédure d’impeachment fut engagée contre le président Richard Nixon, en 1974.
Après le scandale du Watergate, la commission des affaires judiciaires de la Chambre des représentants (House Judiciary Committee) proposa à la Chambre, le 30 juillet, de voter sur trois chefs d'accusation :
1. obstruction à la justice ;
2. abus de pouvoir ;
3. outrage au Congrès, pour le refus de transmettre les documents réclamés par la commission d'enquête. Le terme « outrage » (contempt) est celui qui est employé pour le refus d'obéir aux ordres d'un tribunal.

À cette occasion, Richard Nixon plaide, par l'intermédiaire de son avocat, qu’il « est un monarque aussi puissant que Louis XIV, seulement pour un mandat de quatre ans, et n'est soumis aux procédures d'aucun tribunal du pays, à l'exception de la cour de l'impeachment »,. La commission des affaires judiciaires de la Chambre des représentants n'a pas le temps de voter. Après une consultation avec les leaders du Congrès qui lui signalent qu'il n'est plus soutenu et que la destitution est certaine à terme, Richard Nixon préfère démissionner le 8 août 1974. Pour les éventuelles charges pénales, il est gracié par son successeur et ancien vice-président, Gerald Ford.

### Bill Clinton

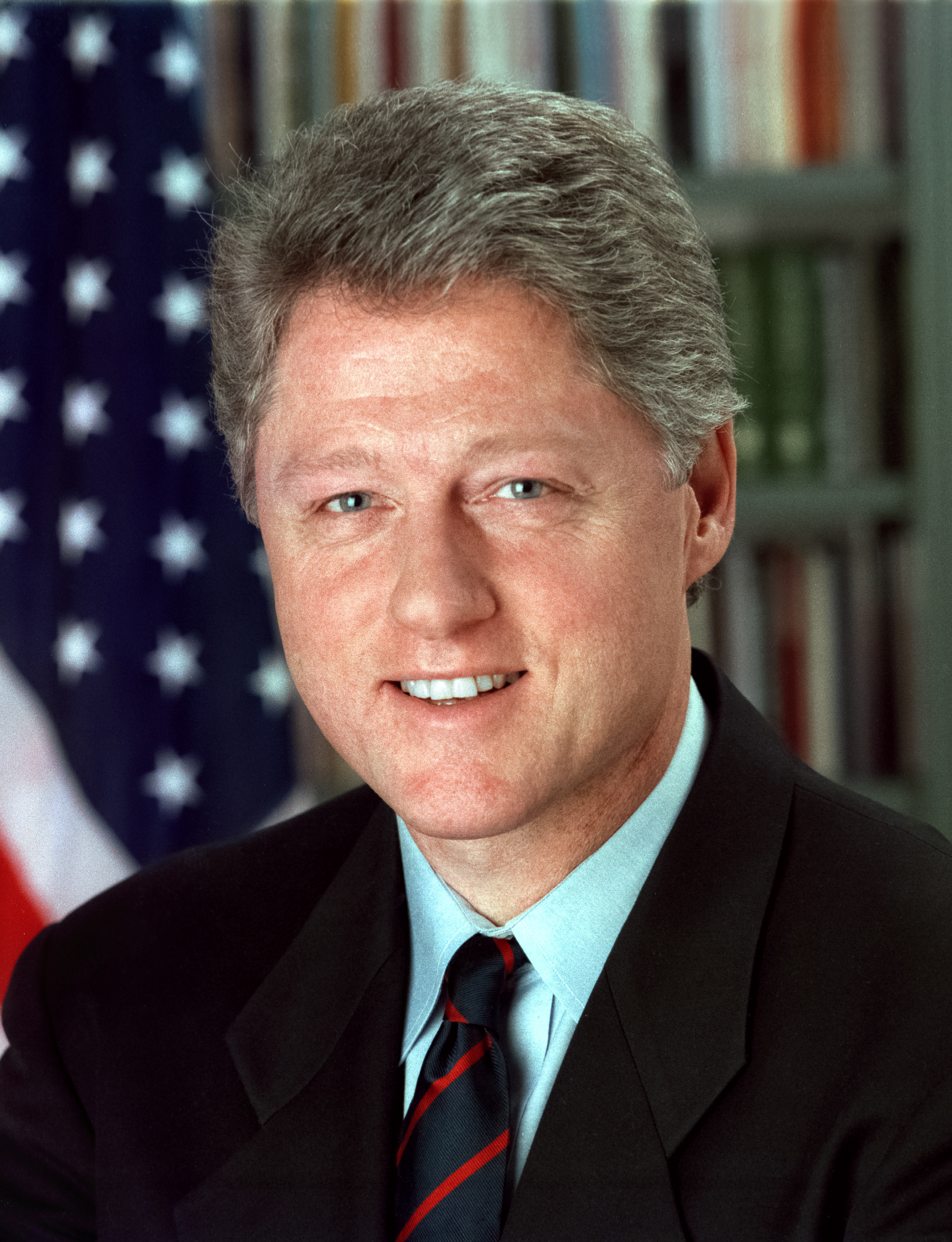
La procédure d'impeachment fut engagée contre Bill Clinton en 1998.

La troisième procédure d'impeachment fut engagée contre le président Bill Clinton le 8 octobre 1998.
La remise du rapport du procureur indépendant Kenneth Starr, à la Chambre des représentants des États-Unis, le 9 septembre 1998, déclencha ce qui est surnommé le Monicagate (du nom de Monica Lewinsky). Ce rapport accuse le président de parjure, d'obstruction à la justice, de subornation de témoins et d'abus de pouvoir.
La mise en accusation du président est votée le 19 décembre. Deux chefs d'inculpations sont retenus :
1. parjure devant le grand jury pour l'affaire Lewinsky ;
2. obstruction à la justice.

Le procès est ensuite ouvert devant le Sénat, sous la présidence du Chief Justice William Rehnquist, comme prévu par la constitution en cas de procès du président.
Le président est acquitté par 55 sénateurs sur 100 de l'accusation de parjure et par 50 de celle d'obstruction à la justice, une majorité de 67 voix étant requise pour condamner Bill Clinton.
Il a cependant été poursuivi à l'issue de son mandat. L'affaire s'est rapidement soldée par une transaction entre Clinton et le procureur condamnant l'ancien président à 25 000 dollars américains d'amende et à la suspension de son autorisation à plaider en tant qu'avocat dans l'Arkansas pour cinq ans.

### Donald Trump

#### Première procédure

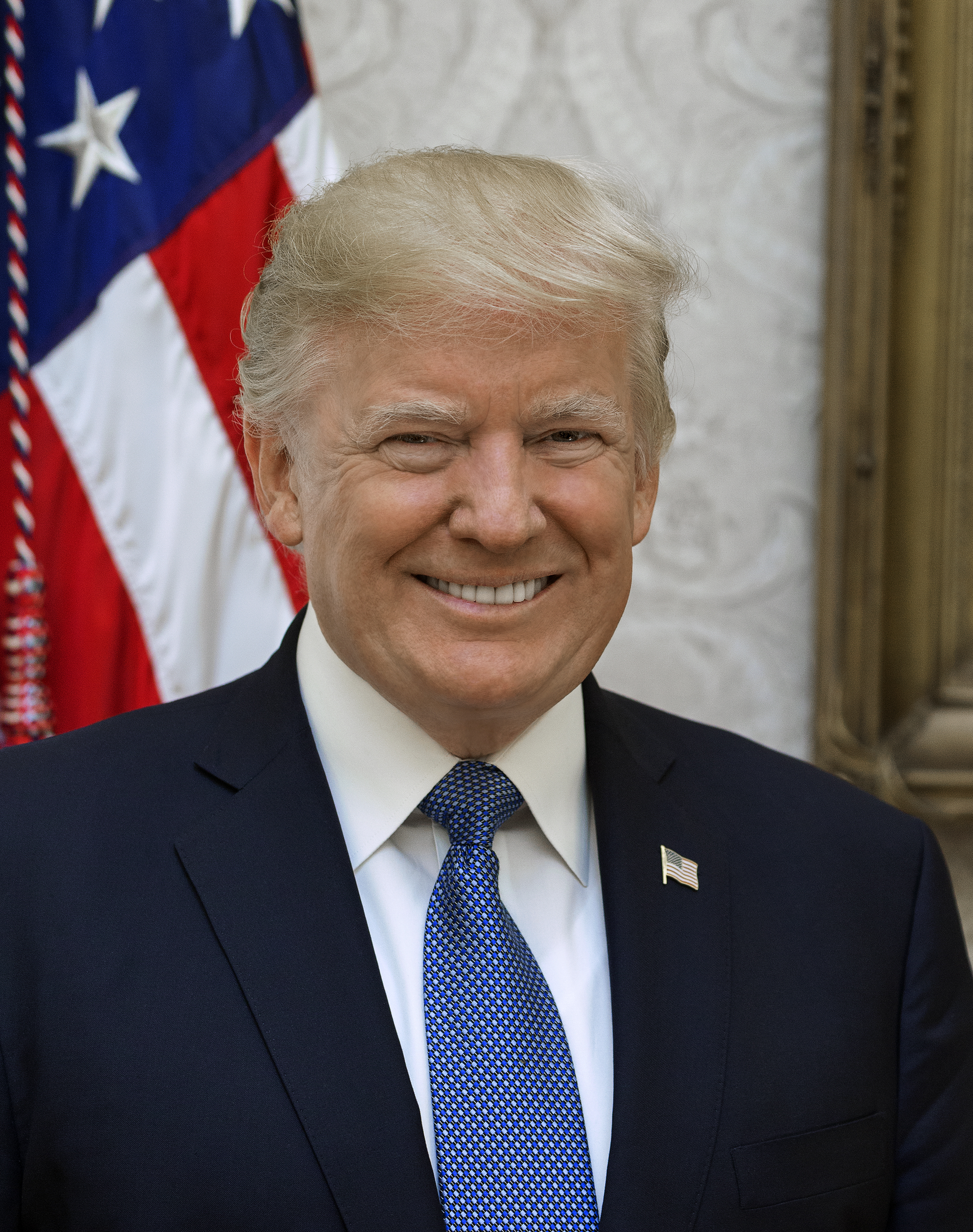
Donald Trump devient en 2019 le troisième président de l'histoire à subir un vote dimpeachment.

Dès le début de la présidence de Donald Trump, se constitue un mouvement demandant l'ouverture d'une procédure d’impeachment à son encontre,,,. Si quelques élus démocrates au Congrès joignent leur voix au mouvement, les dirigeants du Parti démocrate rechignent à s'engager aussi vite dans une procédure qu'ils jugent largement prématurée et potentiellement contreproductive notamment en raison du large soutien que conserve Trump au sein de sa base électorale. Ils considèrent ainsi que le déclenchement dans les premiers mois de la présidence d'une procédure d’impeachment qui ne reposerait pas sur un dossier inattaquable serait vu comme une manœuvre purement politicienne et pourrait en définitive se retourner contre le parti et ses élus.
Le 24 septembre 2019, la présidente de la chambre des représentants, Nancy Pelosi, annonce le lancement d'une procédure d'impeachment à l'encontre de Donald Trump. Cette procédure s'inscrit dans le cadre de la controverse concernant Donald Trump et l'Ukraine, qui commence à la suite de la révélation faite d'une conversation téléphonique au cours de laquelle le président américain aurait encouragé son homologue ukrainien, Volodymyr Zelensky, à relancer une enquête impliquant le fils de Joe Biden, potentiel rival démocrate du président américain à l'élection présidentielle de 2020.
Le 18 décembre, la Chambre des représentants vote l'impeachment de Donald Trump, qui devient le troisième président de l'histoire des États-Unis à subir ce vote. Cette décision ouvre la voie à un procès au Sénat qui sera suivi d'un vote sur sa destitution. Ce procès commence le 21 janvier 2020.
Le 5 février 2020, Donald Trump est acquitté du chef d'accusation d'abus de pouvoir par le Sénat à 52 voix contre 48. Lors de la même séance, il est également acquitté du second chef d'accusation (obstruction au Congrès) par 53 voix contre 47.

#### Seconde procédure
Le 13 janvier 2021, à la suite de l'assaut du Capitole des États-Unis par des partisans de Donald Trump une semaine auparavant, la Chambre des représentants, à majorité démocrate, vote — 232 voix pour (dont 10 votes républicains) face à 197 voix contre — l'impeachment de Donald Trump pour « incitation à une insurrection », faisant de lui le seul président américain à avoir été mis en accusation deux fois. Cette initiative ouvre ainsi la voie à un second procès postérieur à la fin de mandat du President Trump, événement inédit dans l'histoire des États-Unis. Cette situation semble poser des questions de constitutionnalité car intervenant après la fin du mandat du chef de l’État et ayant donc pour seul objet apparent son inéligibilité.
Son procès devant le Sénat débute le 9 février 2021. Le 13 février 2021, Donald Trump est acquitté par le Sénat des États-Unis à l’issue de son second procès en destitution, les démocrates n'ayant pas réussi à obtenir le soutien de 17 sénateurs républicains nécessaire pour une condamnation. 57 sénateurs ont voté pour un verdict de culpabilité et 43 contre,,,.

### Autresimpeachments
- William Blount en 1797
- John Pickering en 1803, destitué.
- Alcee Hastings en 1988, destitué pour corruption.
- Walter Nixon (en) en 1989, destitué pour parjure. La Cour suprême en 1993 déclare que ce jugement est sans appel.
- Samuel B. Kent en 2009, la chambre des représentants vote la mise en accusation pour obstruction de la justice et agression sexuelle. Il démissionne avant le début de la procédure au sénat.
- Thomas Porteous (en) en 2010, destitué pour falsification de documents financiers.
- Alejandro Mayorkas en 2024, la chambre votre la mise en accusation pour non application de la loi fédérale. Le sénat vote pour ne pas tenir de procès.

### Tentatives de procédure
- Mouvement pour la destitution de George W. Bush
- Mouvement pour la destitution de Barack Obama (en)
- Mouvement pour la destitution de Donald Trump (en)
- Mouvement pour la destitution de Joe Biden (en)

## Au niveau des États
Les États fédérés, notamment par leurs législatures, ont aussi des procédures d'impeachment (en) pouvant viser notamment leurs gouverneurs, leurs procureurs ou leurs juges. La procédure est ainsi extrêmement rare (16 gouverneurs dans l'histoire du pays) car ne concerne que les crimes graves et que souvent, l'accusé démissionne avant le jugement,.